# Sergeant Madden
Sergeant Madden is een Amerikaanse misdaadfilm uit 1939 onder regie van Josef von Sternberg. De film werd destijds in Nederland uitgebracht onder de titel Razzia in New York.

## Verhaal
Shaun Madden werkt bij de New Yorkse politie. Ook zijn zoon Denis en zijn adoptiefzoon Al zullen ooit toetreden tot het korps. Dennis was als kind een belhamel en die mentaliteit blijft hem achtervolgen op de politieschool. Na zijn opleiding krijgt hij het aan de stok met de crimineel Piggy Ceders.

## Rolverdeling
| Acteur          | Personage                |
| --------------- | ------------------------ |
| Wallace Beery   | Sergeant Shaun Madden    |
| Tom Brown       | Al Boylan jr.            |
| Alan Curtis     | Dennis Madden            |
| Laraine Day     | Eileen Daly              |
| Fay Holden      | Mary Madden              |
| Marc Lawrence   | Piggy Ceders             |
| Marion Martin   | Charlotte LePage         |
| David Gorcey    | Punchy LePage            |
| Donald Haines   | Milton                   |
| Ben Welden      | Stemmy                   |
| Etta McDaniel   | Dove                     |
| John Kelly      | Nero                     |
| Horace McMahon  | Philadelphia             |
| Neil Fitzgerald | Casey                    |
| Dickie Jones    | Dennis Madden als jongen |